# Brezovica (Hrpelje - Kozina)
Brezovica is een plaats in Slovenië en maakt deel uit van de gemeente Hrpelje-Kozina in de NUTS-3-regio Obalnokraška. De plaats telde 88 inwoners op 1 januari 2020.